# Rudice (ort i Tjeckien, Zlín)
Rudice är en ort i Tjeckien.   Den ligger i distriktet Okres Uherské Hradiště och regionen Zlín, i den östra delen av landet, 270 km öster om huvudstaden Prag. Rudice ligger 288 meter över havet och antalet invånare är 483.
Terrängen runt Rudice är kuperad österut, men västerut är den platt. Runt Rudice är det ganska tätbefolkat, med 104 invånare per kvadratkilometer. Närmaste större samhälle är Zlín, 19,5 km norr om Rudice. Omgivningarna runt Rudice är en mosaik av jordbruksmark och naturlig växtlighet.